# باشگاه فوتبال اورلندو پراید
باشگاه فوتبال اورلندو پراید (انگلیسی: Orlando Pride) یک باشگاه فوتبال زنان لیگ برتر فوتبال ایالات متحده آمریکا می باشد.